# Digama similis
Digama similis är en fjärilsart som beskrevs av Moore 1878. Digama similis ingår i släktet Digama och familjen björnspinnare. Inga underarter finns listade i Catalogue of Life.